# Åkermanska huset

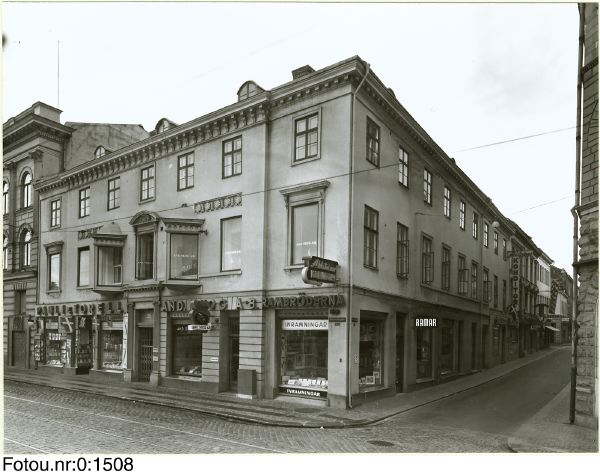
Samma hörna av Åkermanska huset vid Södra Hamngatan och Korsgatan på foto av Stig Sjöstedt från 1959. Originalet i Göteborgs stadsmuseums bildsamling.

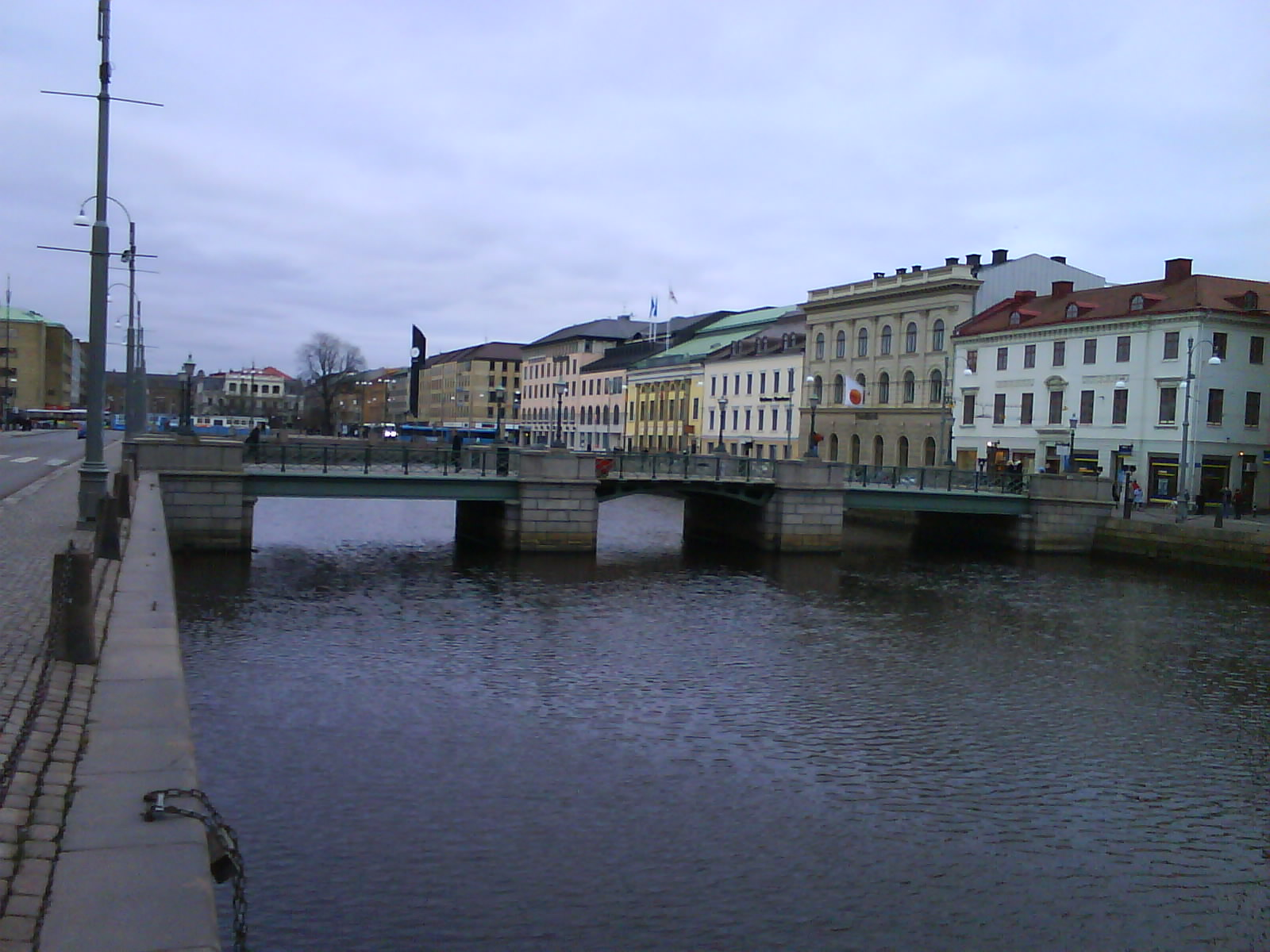
Tyska bron, som till höger leder in till Korsgatan vid Södra Hamngatan 25.

Åkermanska huset är ett kontorshus med affärslokaler. Huset ligger vid Södra Hamngatan 25, Korsgatan 2–6 och Drottninggatan 24 i stadsdelen Inom Vallgraven i centrala Göteborg. Det ritades av Michael Bälkow efter branden 1802 och stod klart 1805. Källaren med valv är från 1600-talet. Den 8 december 1986 blev huset byggnadsminne enligt Kulturmiljölagen.
Det kallas Åkermanska huset efter landskamreraren Fredrik Magnus Åkerman. Fastighetsbeteckningen är numera Inom Vallgraven 15:1 i centrala Göteborg. Tidigare beteckning var Kvarteret Frimuraren nr 1. Äldre tomtbeteckningar var tomterna 27, 28 och 29 i femte roten med gårdar på tomterna 110 och 111 i fjärde roten, se även: Vidare läsning.

## Beskrivning
Byggnaderna på dessa ursprungligen fyra sammanbyggda fastigheterna tillhör de få kvarvarande av den enhetliga empirebebyggelsen, som efter bränderna 1802 och 1804 tillkom längs Stora Hamnkanalens södra sida. Dessa byggdes 1803–1805 efter ritningar av den danske arkitekten Michael Bälkow (1772–1839). Byggnaderna är uppförda av tegel i tre våningar, putsade och avfärgade i grått och vitt. Taken är täckta delvis med plåt och delvis med tegel.
Huset vid Korsgatan 4 var ursprungligen lägre, men byggdes 1891 på till nuvarande höjd. Fasaderna förändrades 1897, 1906 och på 1940-talet, bland annat genom att ta upp större butiksfönster i bottenvåningen. Vid en restaurering 1984 återfick fasaden mot Södra Hamngatan sin ursprungliga karaktär med undantag av bottenvåningens skyltfönster.
Ahlströms konditori är den äldsta hyresgästen i huset – verksamheten har bedrivits här sedan 1901. Wasséns Läderaffär etablerades 1868 i en lokal på Vallgatan 39. Efter nära 100 år flyttade den 1967 till hörnhuset vid Korsgatan 6 och Drottninggatan 24.

## Historia
I slutet av 1600-talet låg ett av stadens fåtaliga stenhus på tomten. Det köptes i november 1691 av generalguvernören Johan Benedict von Schönleben.  
I augusti 1706 köptes huset av staden och var kommendantbostad fram till den stora branden 1721. Handelsmannen Gustaf Cahman lät bygga ett stort tvåvåningshus i trä, som stod färdigt 1745. Hans förfäder hade varit orgelbyggare i tre generationer och fadern hade 1734 byggt domkyrkoorgeln. Vid eldsvådan 1802 brann huset ner. 

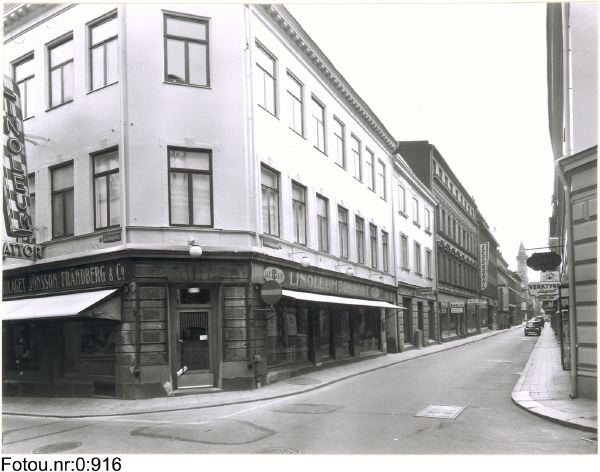
Sydvästra hörnet av kvarteret Frimuraren – hörnet Korsgatan 6 och Drottninggatan 24. Foto från 1959 av Stig Sjöstedt. Originalet i Göteborgs stadsmuseums bildsamling.

Landskamreraren Fredrik Magnus Åkerman (1754–1830) köpte 1804 fastigheten, som hade sin gård mot Drottninggatan. Han lät därefter bygga det nuvarande trevåningshuset. Huset hade ursprungligen en bred mittportal med kolonner och fritrappa samt två nedgångar till 1600-talskällaren. Tidigare hade stadsarkitekt Carl Wilhelm Carlberg för Åkermans räkning ritat herrgården Villa Ellesbo, som uppfördes 1795–96.
I huset på Södra Hamngatan 25 öppnades 1830 den boklåda, som senare blev Gumperts bokhandel. År 1847 utspelades det stora tullkriget utanför huset. Demonstranterna drog härjande fram i staden och krossade 1 600 fönsterrutor. Det nymålade huset, i vilket tulldistriktschefen Wilhelm Karström bodde, fick alla fönster krossade och väggarna nedsmetade.

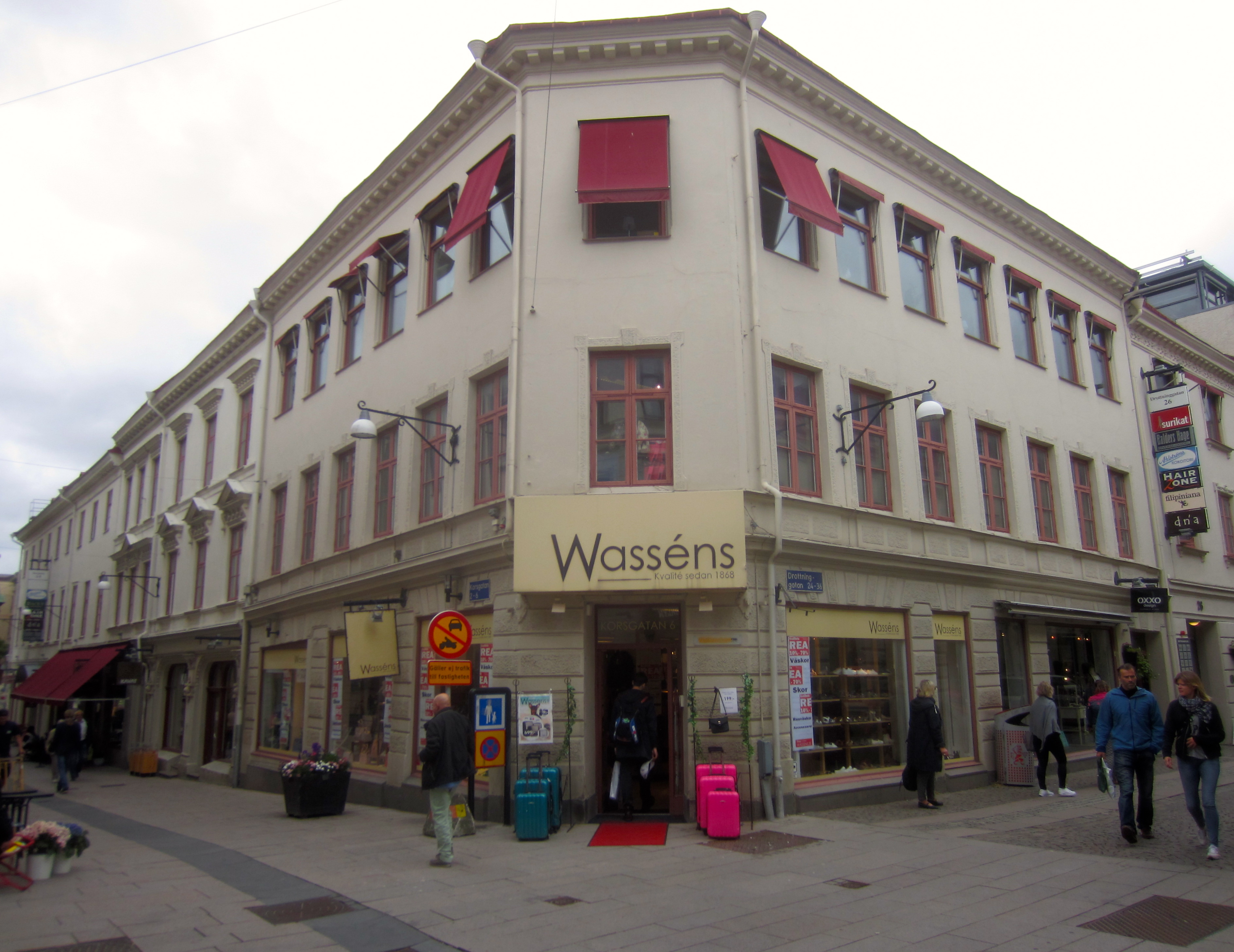
Samma hörn av Åkermanska huset, men här i juni 2015.

Klädeshandeln Blidberg & Strindberg köpte huset 1833 och från 1857 hade de sin butik här. År 1897 gjordes en ombyggnad då bland annat skyltfönster i form av burspråk tillkom på andra våningen mot Södra Hamngatan. Arkitekt för ombyggnaden var Hjalmar Cornilsen. År 1918 övertogs huset av AB Industribanken och därefter har en rad förändringar skett för olika kontor och butiker. Vid den senaste ombyggnaden 1985 togs burspråken bort och nya spröjsade fönster med ursprunglig karaktär sattes in. Samtidigt inreddes vinden, taket höjdes mot gården och nya takkupor byggdes.

## Karta

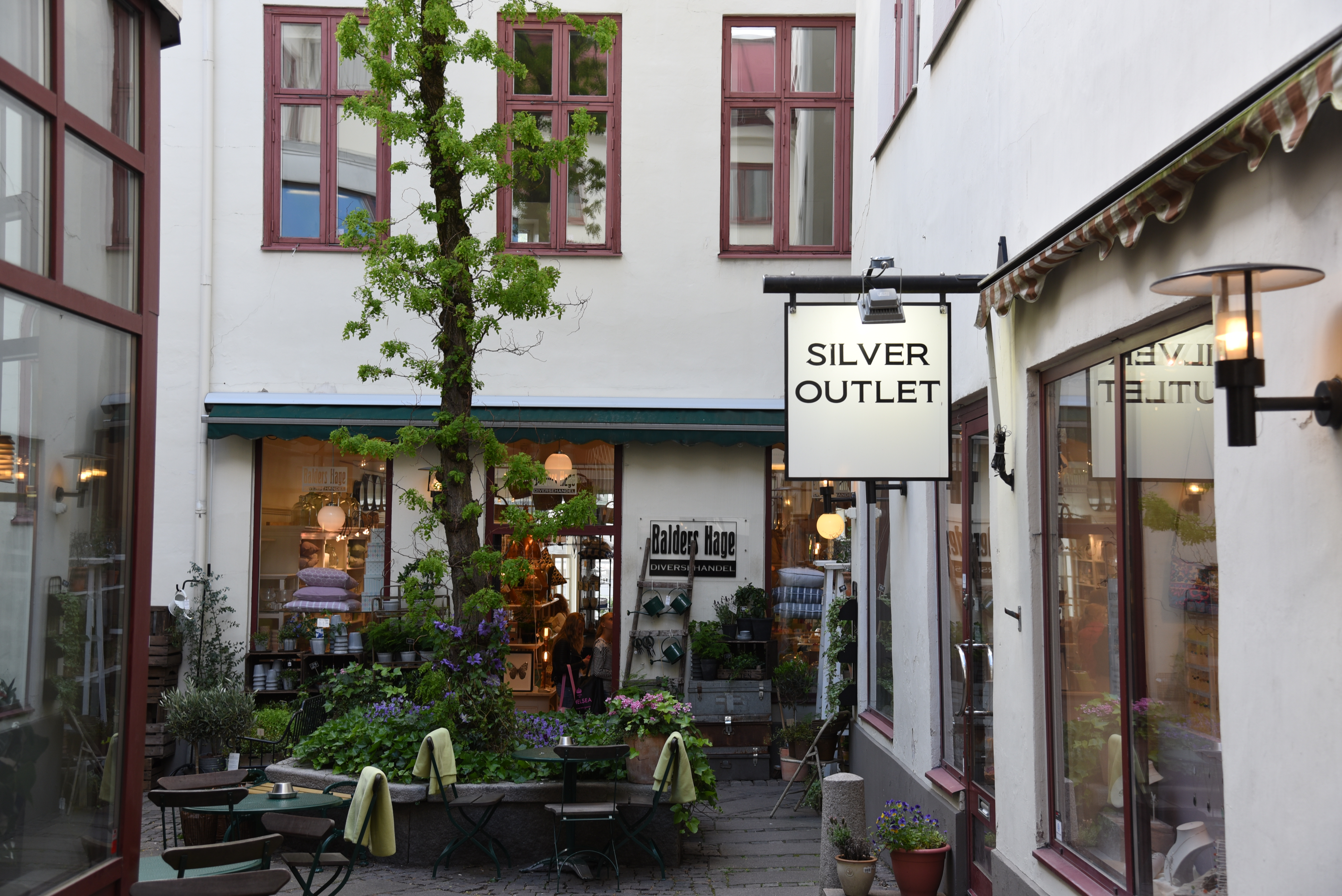
Åkermanska husets gård med ett träd av Robinia, "falsk akacia", och en uteservering för Ahlströms konditori.

- Kvarteret Frimuraren 1, Karta från Lantmäteriet.

## Se även

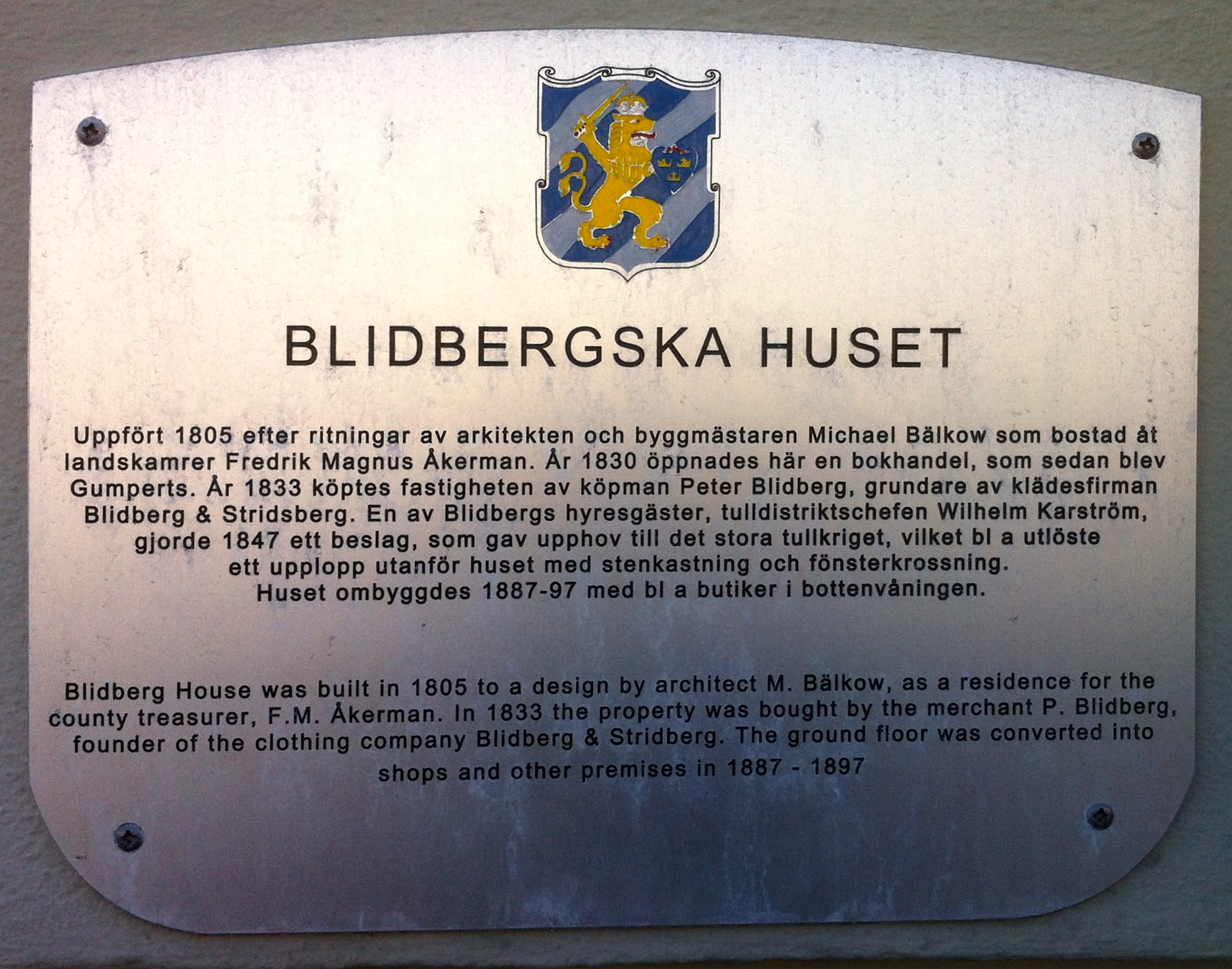
Plakett på det Åkermanska huset mot Södra Hamngatan. Här kallas huset för det Blidbergska huset efter köpmannen Peter Blidberg, som förvärvade fastigheten 1833.